# Bos mutus
Lo yak selvatico (Bos mutus (Przewalski, 1883)) è un grande bovino nativo dell'altopiano del Tibet e probabilmente un tempo diffuso anche in Kazakistan, Mongolia e Russia meridionale. Lo si considera l'antenato dello yak domestico.

## Descrizione
Di mole decisamente superiore rispetto allo yak domestico, lo yak selvatico è uno dei più grandi bovidi con un'altezza al garrese che può raggiungere i 200 cm nei maschi adulti e i 155 cm nelle femmine e un peso che supera i 1000 kg nei maschi e i 350 kg nelle femmine. Il pelo è molto folto e di maggiore lunghezza nella parte inferiore del corpo e nella coda, che assume un aspetto simile a quella di un cavallo; la colorazione è tipicamente nera ad eccezione di una caratteristica zona più chiara in prossimità delle narici, assente invece nella specie domestica. È nota l'esistenza di esemplari con una colorazione tendente al dorato, ma sono estremamente rari. Le zampe sono corte e gli zoccoli molto ampi, entrambe le caratteristiche sono adattamenti alla locomozione in ambiente montano; le corna sono ricurve con la punta rivolta verso l'alto e generalmente più grandi e robuste nei maschi. Il dimorfismo sessuale è molto accentuato in quanto le femmine raggiungono un terzo delle dimensioni dei maschi.

## Biologia
Lo yak selvatico è un animale gregario, le femmine si spostano con i giovani in mandrie numerose che possono superare i 200 capi, anche se non è raro vederle accompagnate da maschi adulti, i maschi più anziani invece mostrano uno stile di vita più solitario, preferendo piccoli gruppi monosessuali composti da circa una decina di capi. Le femmine prediligono aree a maggior quota e con terreni più impervi rispetto ai maschi adulti che invece sono più comuni ad altitudini inferiori dove occasionalmente si mescolano a gruppi di yak domestico accoppiandosi con le femmine. La stagione riproduttiva ha inizio in settembre e dura diverse settimane, mentre le nascite avvengono in giugno. Lo yak selvatico si nutre di erbe, licheni e tuberi, ma vista la scarsità di vegetazione nell'altopiano tibetano, le mandrie sono costrette a percorrere grandi distanze per nutrirsi, all'inizio dell'estate si spostano verso zone di quota inferiore dove la vegetazione è più abbondante, ma con l'aumentare delle temperature nel mese di Agosto sono costrette a ritirarsi a maggiori altitudini in quanto questa specie risulta poco tollerante al caldo. Lo yak selvatico è invece molto resistente alle basse temperature, riuscendo a tollerare con facilità le frequenti tempeste di neve dell'inverno tibetano le rigidissime temperature che comunemente raggiungono i -40 °C; per ridurre la dispersione termica durante i periodi di freddo intenso, gli yak si raggruppano in cerchio vicini tra loro con i piccoli nella zona più protetta al centro della mandria. Il principale predatore dello yak selvatico è il lupo tibetano, ma anche gli orsi himalayani e i leopardi delle nevi rappresentano un pericolo, specialmente per i giovani.

## Distribuzione e habitat
Questa specie abita le tundre alpine e praterie dell'altopiano tibetano settentrionale tra i 3000 e i 6000 m di altitudine nelle provincie cinesi di Xinjiang, Qinghai, Gansu e nella regione autonoma del Tibet; lo si trova inoltre nel territorio del Ladakh in India e in Nepal settentrionale. Storicamente l'areale dello yak selvatico comprendeva anche il Bhutan, il Kazakistan orientale, la Mongolia nord-occidentale e la Siberia meridionale fino all'area intorno al lago Bajkal, da dove si estinse intorno al XVII secolo.

## Conservazione
Si stima che il numero di individui si aggiri intorno ai 15000 capi e che la popolazione sia in costante diminuzione; le principali minacce per questa specie sono il bracconaggio e l'ibridazione con lo yak domestico.